# Гиг VI де Форе

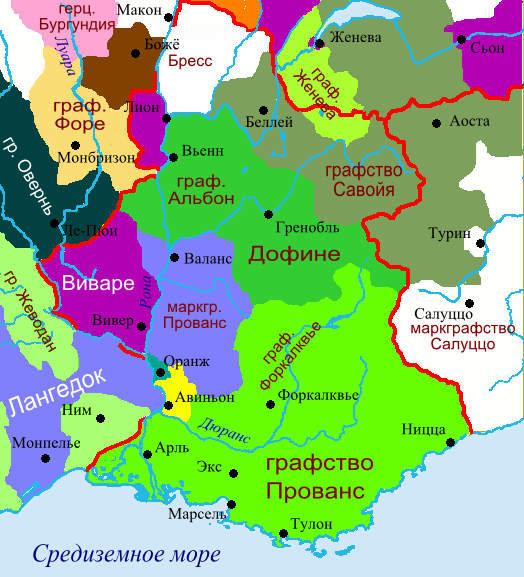
Графство Форе на карте Бургундии XIII в.

Гиг VI (фр. Guigues VI de Forez; ок. 1247 — 19 января 1278) — французский феодал, граф Форе. Сын Рено де Форе и Изабеллы де Божё.

## Биография
Родился ок. 1247 года. Наследовал отцу в 1270 году. Сеньорию Божё в 1272 году по воле матери был вынужден уступить младшему брату, Луи I де Божё.
В 1273 году купил у Гишара де Монтаньи четвёртую часть города Роан с окрестностями, и такую же часть его владениях в приходах Вильре и Сен-Сюльпис.
Гиг VI считается основателем госпиталя Сент-Антуан-де Вьеннуа в Монбризоне.
В конце декабря 1277 года Гиг VI тяжело заболел. Предчувствуя скорую смерть, он составил новое (третье по счёту) завещание, в котором единственным наследником назначил сына. Дочери Изабелле он выделял приданое в размере 10 тысяч вьеннских ливров, Лауре, предназначавшейся к духовному сану — 500 ливров (указав, что если она решит выйти замуж, мать и брат должны будут позаботиться о её приданом).

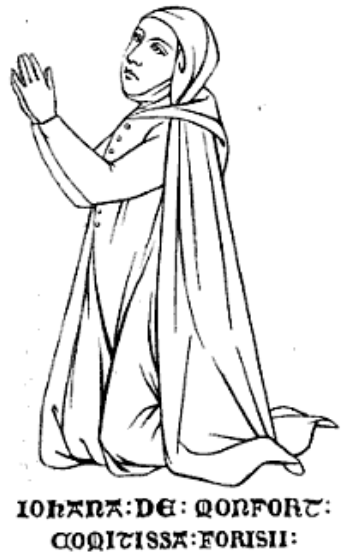
Жанна де Монфор, графиня Форе

19 января 1278 Гиг VI умер. Похоронен в Монбризоне.
Его вдова Жанна де Монфор в том же году вышла замуж за Людовика Савойского, барона де Во. Она была до 1290 года опекуном своего сына Жана I, графа де Форе (первое время — вместе с Ги де Леви, маршалом Альбижуа).

## Семья
Жена (свадьба 1268 или 1270) — Жанна де Монфор (1250/1255 −1300), дочь Филиппа де Монфор, сеньора де Кастр и де ла Ферте-Алэ, и его жены Жанны де Леви.
Дети:
- Изабелла (1273/1275 — 29 января 1337). Муж (1 июня 1290) — Беро VIII, сеньор де Меркёр, сын Беро VII де Меркёр и Бланш де Сален.
- Лаура (1275/1276 — 1319/1320), монахиня в Бонльё.
- Жан I (1276/1277 — 3 июля 1334), граф Форе.